# قطعه موسیقی
قطعه موسیقی تکه‌ای است که روی نوار مغناطیسی یا دیگر ابزارهای ثبت صدا، ضبط می‌شود. 
یک قطعه گِــردایه‌ای از ترانه و ملودی است که از سوی تنظیم‌کننده با هم جور می‌شوند و با تشکیل دادن یک مجموعهٔ یگانه، تبدیل به واحدی مستقل با نامی ویژه می‌شود. مانند قطعه‌ای با نام رؤیای ما که یغما گلرویی ترانهٔ آن را گفت و شادمهر عقیلی ساختِ آهنگ و تنظیم‌ آن را بر دوش داشت و با صدای شادمهر و ابی روانهٔ بازار موسیقی فارسی شد.
یک قطعه موسیقی می‌تواند به صورت تک اهنگ یا در شمار یک آلبوم عرضه شود.

## بن‌مایه
1. ↑  «music track». فرهنگ آکسفورد.[پیوند مرده]